# Tineri însurăței
Tineri însurăței (titlu original: Just Married) este un film american de comedie romantică din 2003 regizat de Shawn Levy după un scenariu de Sam Harper. Rolurile principale au fost interpretate de actorii Ashton Kutcher și Brittany Murphy. Produs de Robert Simonds, Tineri însurăței a avut succes la box-office (101,5 milioane $ la un buget de 18 milioane), cu toate că recenziile critice au fost în general negative. Roger Ebert a dat filmului 11⁄2 stele din 4, considerându-l o telenovelă tâmpită.

## Distribuție
- Ashton Kutcher - Tom Leezak
- Brittany Murphy - Sarah McNerney
- Christian Kane - Peter Prentiss
- David Moscow - Kyle
- Monet Mazur - Lauren
- David Rasche - Mr. McNerney
- Veronica Cartwright - Mrs. McNerney / Pussy
- Thad Luckinbill - Willie McNerney
- Taran Killam - Dickie McNerney
- Raymond J. Barry - Mr. Leezak
- George Gaynes - Father Robert
- Alex Thomas - Fred
- Valeria Andrews - Wendy